# Leitor MP3
Um leitor MP3 (em inglês, "MP3 Player") é um aparelho eletrônico capaz de armazenar e reproduzir arquivos de áudio do tipo MP3.
Apesar de aparelhos de médio porte poderem entrar no conceito de "mp3 player", é comum utilizar o termo para aparelhos compactos e portáteis. Os mp3 players mais modernos são capazes de reproduzir diversos outros tipos de áudio, como o WMA, ogg, e mp4, por exemplo;
Muitas vezes um mp3 player funciona também como um dispositivo móvel de armazenamento de dados e geralmente são facilmente conectados a um computador através de uma porta USB.

## História
O primeiro dispositivo de áudio digital foi criado pela empresa Sul Coreana SaeHan Information Systems em 1997, sendo comprada pela empresa iriver em 2004.

## Tecnologia

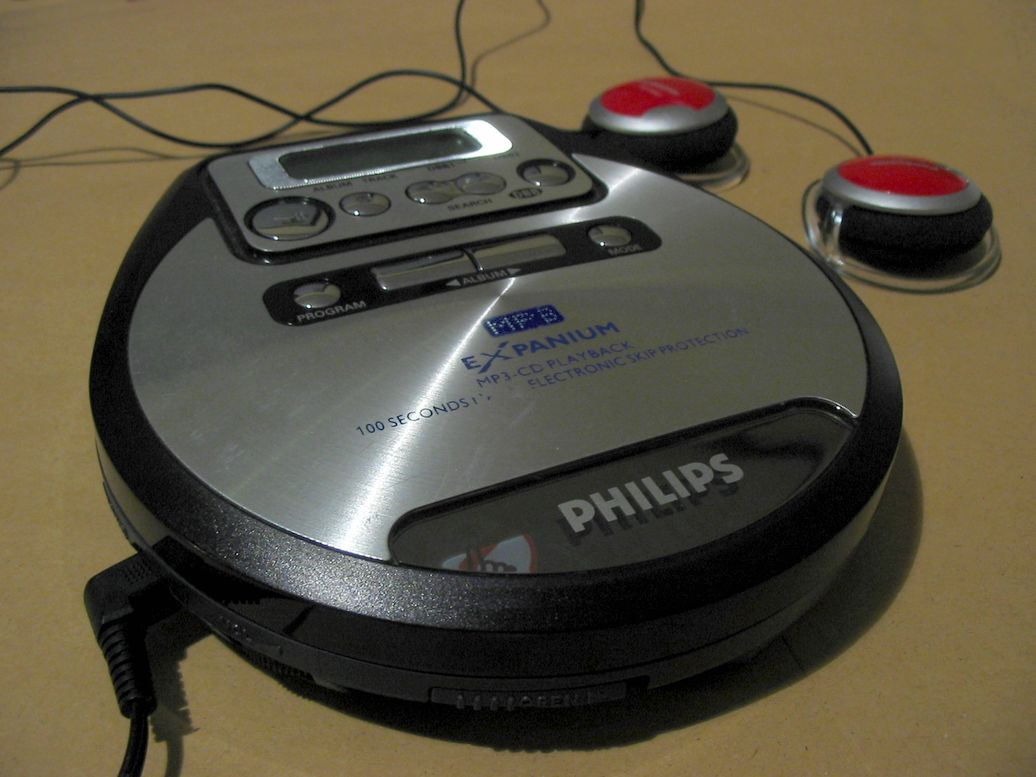
Expanium da Philips, um exemplo de mp3 player de CD.

Flash PlayersSão dispositivos capazes de armazenar tanto áudio e ficheiros binários, utilizando para isso um cartão de memória, interno ou externo. Devido as limitações dessa tecnologia, os aparelhos são comercializados com uma capacidade entre 128MiB e 8192MiB, como por exemplo o iPod Nano. É possível encontrar aparelhos capazes de gravar voz em formato digital.
Disco rígidoEsta tecnologia utiliza disco rígido como suporte de armazenamento. Dada a sua enorme capacidade, os aparelhos que utilizam disco rígido oferecem uma maior gama de serviços, tais como armazenamento de vídeos e fotografias. Também é frequente encontrar dispositivos que permitem armazenar letras das músicas que podem ser acompanhadas enquanto a mesma é ouvida. Também é possível encontrar aparelhos que gravam voz em formato digital. A sua capacidade de armazenamento varia entre 1,5GiB e 160GiB, 20 vezes mais que a tecnologia Flash.
CDEsta tecnologia recorre a um sistema de armazenamento mais antigo, o CD. Mas por utilizar formatos com uma taxa compressão muito maior, é possível armazenar num CD de MP3 mais músicas do que num CD de áudio. A vantagem dessa tecnologia é oferecer ao utilizador o acesso a CD de áudio, coisa que não é possível com Flash Player e Disco Rígido.

## Sinonimia
O Leitor de MP3 por vezes traduz-se por Reprodutor mp3, ou ainda, Mp3, mas a utilização corrente ainda é hesitante. 